# シェンコッタ・ドッグ
シェンコッタ・ドッグ（英：Shenkottah Dog）は、インドのシェンコッタ原産の猟犬種のひとつである。

## 歴史
いつごろから存在するかは不詳だが、同国原産のコンバイという犬種と近い系統であるとされている。
大型哺乳類を狩るための犬種として作り出されたが、とても力が強く勇猛果敢な性格により、トラ猟を専門として行うようになった。トラの成獣を1頭狩るには2頭のシェンコッタを使えば十分であるとされ、嗅覚を駆使してトラを発見し、自力で倒すことが出来た。然しながら相手が猛獣であるため、猟の最中に命を落とす犬もかなりいたといわれている。
トラ猟が盛んだった時代に非常に人気のあった犬種だが、密猟や狩り過ぎによりトラの数は激減し、保護動物に指定されると唯一の仕事を失ってしまった。その後他の動物を狩るための猟犬として使われるようになったが、現地には他にも猟犬種が多く存在していたために需要は伸びず、現在は絶滅寸前である。もう既に絶滅しているのではないかという説もある。
かつてシェンコッタは中国に輸出されたことがあったが、現在は原産地でしか見ることの出来ない極めて珍しい犬種である。

## 特徴
容姿は日本犬と同じスピッツタイプのものであるが、それよりもっと筋骨隆々で脚が長い。耳は立ち耳、尾は鎌尾（カマのように背を向き曲がった尾形）。コートは硬めのショートコートで、毛色はブラックやブラック・アンド・ホワイト、ブラク・アンド・タン、レッドブラウンなど様々である。稀に虎毛のものもいる。性格は主人に対し忠実で従順だが、勇猛果敢で攻撃的である。パックのメンバーに対しては友好的だが、主人とそれ以外にはまず慣れない。生粋の猟犬種で、猟をしている最中が本種最大の至福であるとされる。しつけも主人からしか受け付けない。状況判断力に富み、運動量は非常に多い。非常に力が強く、ペットには不向きな犬種であり、初心者にはまず飼育できない犬種である。